# The City Of Your Final Destination
The City Of Your Final Destination, (conocida en países hispanohablantes como La ciudad de tu destino final) es una película estadounidense de drama romántico de 2009 dirigida por James Ivory. Fue escrita por Ruth Prawer Jhabvala y basada en la novela homónima de Peter Cameron. Fue protagonizada por Anthony Hopkins y Laura Linney junto a estrellas internacionales; Norma Aleandro, Hiroyuki Sanada y Charlotte Gainsbourg.
La película es la primera producción cinematográfica de Merchant Ivory sin la participación del productor Ismail Merchant y el compositor Richard Robbins. A partir de 2024, también es el último largometraje narrativo dirigido por Ivory hasta la fecha.

## Sinopsis
El estudiante de posgrado Omar Razaghi desea escribir una biografía sobre el oscuro escritor Jules Gund, que murió años antes. Omar debe viajar a Uruguay para persuadir a la familia Gund de que autorice la biografía.

## Reparto
- Anthony Hopkins como Adam Gund
- Omar Metwally como Omar Razaghi
- Nicholas Blandullo como Adam de joven
- Alexandra Maria Lara como Deirdre Rothemund (Deirdre MacArthur en la novela)
- Charlotte Gainsbourg como Arden Langdon
- Laura Linney como Caroline Gund
- Norma Aleandro como la Sra. Van Euwen
- Ambar Mallman como Portia Gund
- Norma Argentina como Alma
- Hector Fonseca como el viejo Gaucho
- Hiroyuki Sanada como Pete
- Julieta Vallina como chica en el autobús
- Sofia Viruboff como la madre de Adam
- James Martin como el cartero
- Oscar Rolleri como el Gaucho joven
- Arturo Goetz como el invitado de la Señora Van Euwen.
- Marcos Montes como el invitado de la Señora Van Euwen
- Sophie Tirouflet como la invitada de la Señora Van Euwen
- Luciano Suardi como el Doctor Pereira
- Carlos Torres como el peluquero
- Pietro Gian como el taxista
- Julia Perez como la enfermera
- Yuri Vergeichikov como Luis, el conductor
- Agustín Pereyra Lucena como el guitarrista
- Pablo Druker como el conductor
- Eliot Mathews como el acompañante de Deirdre
- Andrew Sanders como el acompañante de Caroline
- Jonatan Nahuel Ingla como el Gaucho
- Nicolás Zalazar como el joven estudiante
- Susana Salerno como persona servicial en la estación de autobuses
- César Bordón como Persona Servicial en la Estación de Autobuses
- Diego Velazquez como persona servicial en la estación de autobuses
- Rossana Gabbiano como persona servicial en la estación de autobuses

El elenco contó con la participación de actores locales y ciudadanos que oficiaron de extras.

## Recepción

### Crítica
La película recibió críticas mixtas. Tiene un índice de aprobación del 39% en Rotten Tomatoes , basado en 56 críticas, y una calificación promedio de 5.3/10. El consenso crítico del sitio web dice: "Un elenco estelar no puede elevar esta adaptación plomiza que, si bien es tan hermosa como cualquier cosa que haya hecho el director James Ivory antes, resulta polvorienta y seca".